# Limenitis gortyna
Limenitis gortyna är en fjärilsart som beskrevs av Hans Fruhstorfer 1915. Limenitis gortyna ingår i släktet Limenitis och familjen praktfjärilar. Inga underarter finns listade i Catalogue of Life.